# 알아흘리 SC
알아흘리 SC(영어: Al Ahly Sporting Club, 아랍어: النادي الأهلي), 약칭 알아흘리(Al Ahly)는 이집트 카이로를 연고로 하는 축구 클럽 팀이다. 알아흘리는 아랍어로 "국가의"를 뜻하며 알아흘리는 농구와 배구, |육상, 축구, 핸드볼 등 다른 스포츠 팀도 운영하고 있고 카이로를 연고로 하는 자말렉 SC와 라이벌 관계에 있다.
알아흘리는 아프리카의 축구 클럽 팀 가운데 가장 많은 우승 기록을 갖고 있으며 이집트에 5,000만 명 이상의 축구팬을 보유하고 있다. 알아흘리는 2000년 아프리카 축구 연맹이 선정한 20세기의 아프리카 축구 클럽 1위에 선정되었다.

## 역대 성적

### 이집트 국내 대회 우승
- 이집트 프리미어리그

우승 (45): 1948-1949, 1949–1950, 1950–1951, 1952–1953, 1953–1954, 1955–1956, 1956–1957, 1957–1958, 1958–1959, 1960–1961, 1961–1962, 1974–75, 1975–1976, 1976–1977, 1978–1979, 1979–1980, 1980–1981, 1981–1982, 1984–1985, 1985–1986, 1986–1987, 1988–1989, 1993–1994, 1994–1995, 1995–1996, 1996–1997, 1997–1998, 1998–1999, 1999–2000, 2004–2005, 2005–2006, 2006–2007, 2007–2008, 2008–2009, 2009–10, 2010–11, 2013–14, 2015–16, 2016–17, 2017–18, 2018-2019, 2019-20, 2022-23, 2023-24, 2024-25
- 이집트 컵

우승 (36): 1924, 1925, 1927, 1928, 1930, 1931, 1937, 1940, 1942, 1943, 1945, 1946, 1947, 1949, 1950, 1951, 1953, 1956, 1958, 1961, 1966, 1978, 1981, 1983, 1984, 1985, 1989, 1991, 1992, 1993, 1996, 2001, 2003, 2006, 2007, 2016–17
- 이집트 슈퍼컵

우승 (10): 2003, 2005, 2006, 2007, 2008, 2011, 2014, 2015, 2017

### 국제 대회 우승
- CAF 챔피언스리그

우승 (10): 1982, 1987, 2001, 2005, 2006, 2008, 2012, 2013, 2020, 2021
- 아프리칸 컵위너스컵

우승 (4): 1984, 1985, 1986, 1993
- CAF 슈퍼컵

우승 (10): 2002, 2006, 2007, 2009, 2011-2013-2015-2017-2019-2021
- 아프로 아시안 클럽 챔피언십

우승 (1): 1988
- 아랍 챔피언스컵

우승 (1): 1996
- 아랍 슈퍼컵

우승 (2): 1997-1998, 1998-1999
- 아랍 컵위너스컵

우승 (1): 1994-1995

## FIFA 클럽 월드컵 성적
- 2005년 대회: 6위
- 2006년 대회: 3위
- 2008년 대회: 6위

## 선수 명단

### 현역
참고: FIFA 자격 규정에 따라 소속된 국가대표팀 국기를 표시합니다. 선수는 복수의 FIFA 비회원국 국적을 가지고 있을 수 있습니다.
| 번호 | 포지션 | 국적              | 이름           |
| ---- | ------ | ----------------- | -------------- |
| 9    | FW     | 팔레스타인        | 웨삼 아부 알리 |
| 10   | FW     | 남아프리카 공화국 | 페르시 타우    |
| 12   | FW     | 모로코            | 레다 슬림      |

| 번호 | 포지션 | 국적   | 이름      |
| ---- | ------ | ------ | --------- |
| 21   | DF     | 튀니지 | 알리 말룰 |

## 역대 감독
| 감독                | 임기      |
| ------------------- | --------- |
| 티트코시 팔         | 1957~1959 |
| 난도르 히데구티     | 1973~1980 |
| 컬로체이 게저       | 1980~1982 |
| 카를하인츠 펠트캄프 | 1988~1989 |
| 앨런 해리스         | 1993~1995 |
| 라이너 조벨         | 1997~2000 |
| 요하네스 본프레러   | 2002      |
| 넬루 빙가다         | 2009      |
| 주제 페레이루       | 2015~2016 |
| 마르틴 욜           | 2016      |
| 에하브 갈랄         | 2018      |
| 마르틴 라사르테     | 2018~2019 |
| 마르셀 콜러         | 2024~     |